# Cattleya itambana
Cattleya itambana är en orkidéart som först beskrevs av Guido Frederico João Pabst, och fick sitt nu gällande namn av Van den Berg. Cattleya itambana ingår i släktet Cattleya och familjen orkidéer. Inga underarter finns listade i Catalogue of Life.